# Geodéziai mérőtorony

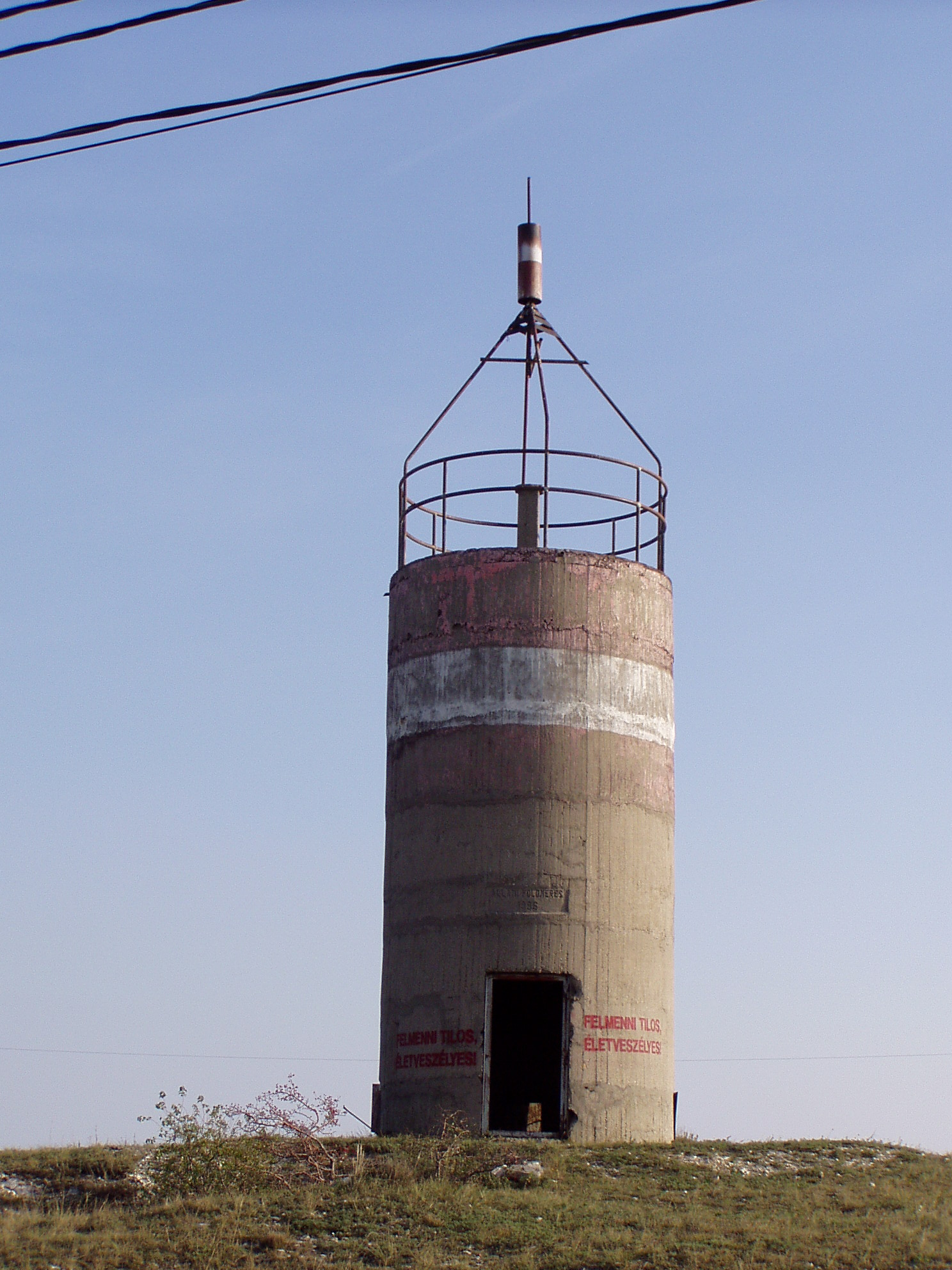
Vasbeton mérőtorony Iszkaszentgyörgy határában

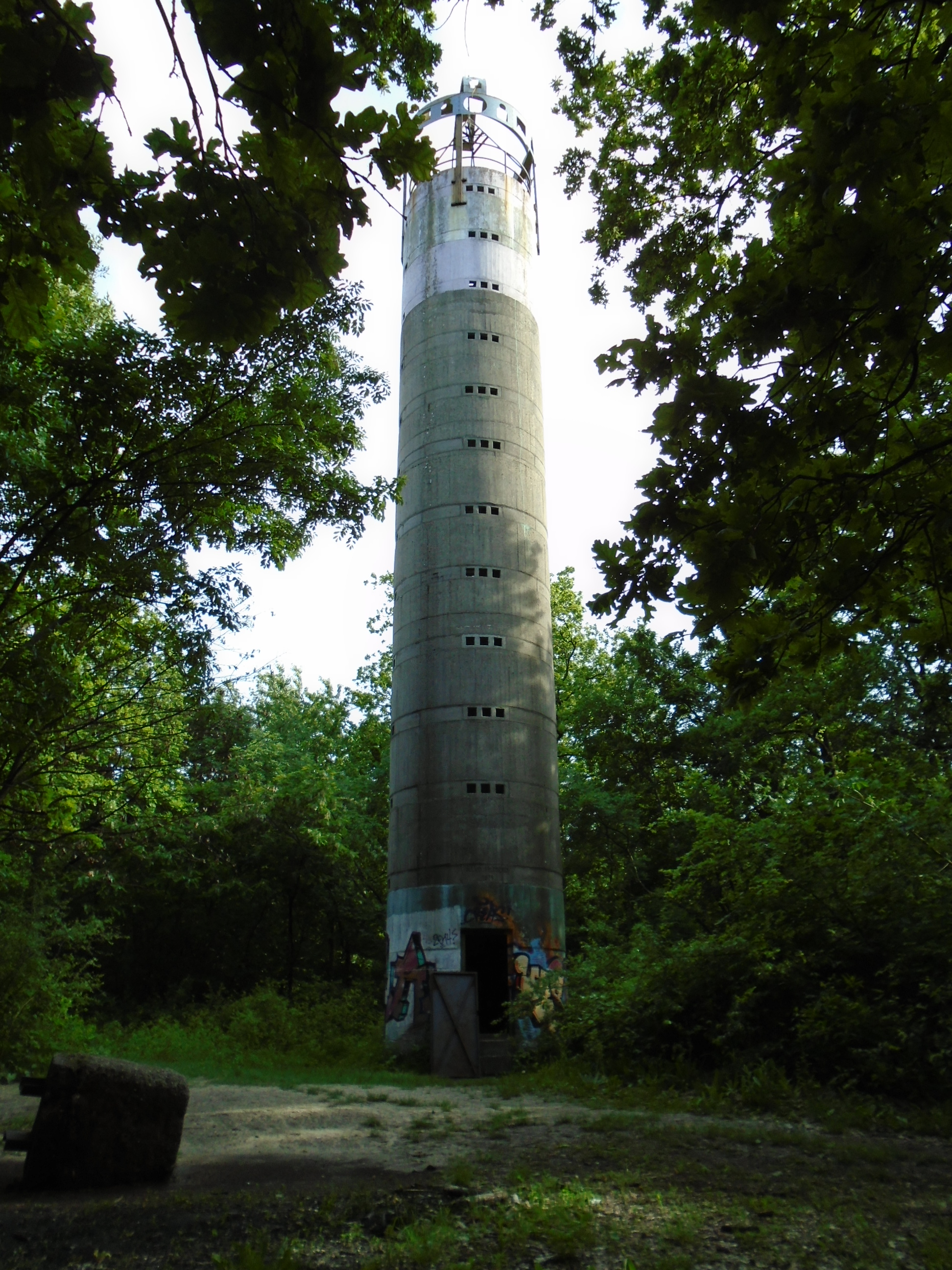
Geodéziai mérőtorony a szadai Margitán

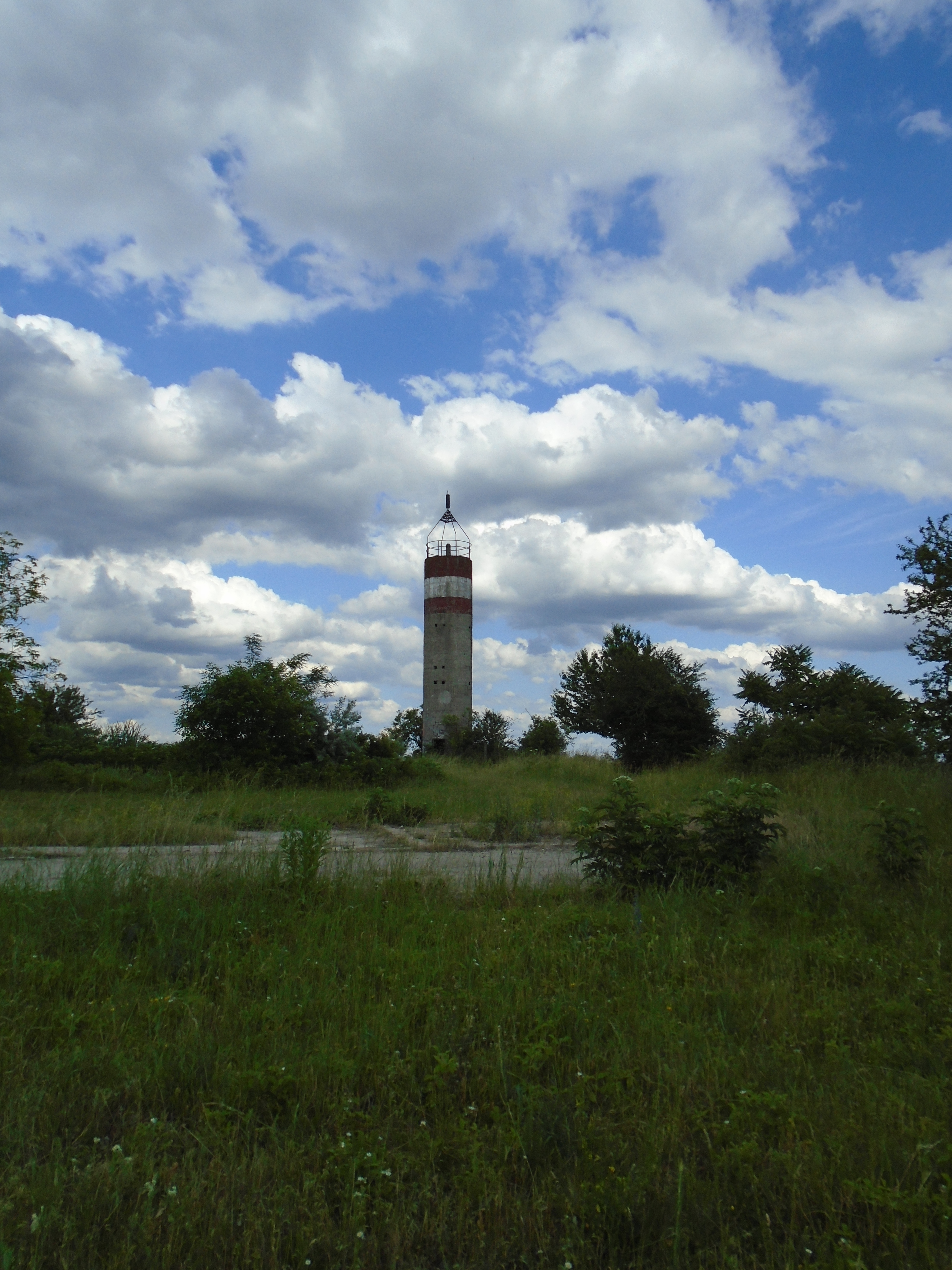
Geodéziai mérőtorony a péceli Bajtemetésen

A geodéziai mérőtorony földmérési célokat szolgáló építmény, melyet Magyarországon az 1970-es években kezdtek el építeni, főleg az akkori vízszintes alapponthálózat elsőrendű pontjai fölé. Ezek egyrészt pontvédelemként szolgáltak, ill. elengedhetetlenül fontosak voltak a hosszúoldalú sokszögelés kivitelezésében (mert messziről is irányozhatóak). Manapság már csak néha használják őket a földmérők, akkor is legfeljebb tájékozó iránynak. Többségük le van zárva, felmenni rájuk tilos és életveszélyes. A magyar állam tulajdonában állnak.
A Börzsöny tetején, a Csóványoson, 2013-2014 között újították fel a korábbi geodéziai mérőtornyot, amely azóta kilátóként üzemel. A felújítás 85 millió forintból valósult meg. A kilátószint 22,61 méterrel van a felszín fölött, ahová 133 lépcsőfok vezet acél csigalépcsőn. A csúcsról mintegy 117 kilométer tiszta időben a látóhatár, amely mintegy 43 000 négyzetkilométeres látómezőt ölel fel.

## Magyarországi elhelyezkedésük
Az ország területén 107 geodéziai mérőtorony található, többek között az alábbi helyeken:
- Acsádtól északra a Bük felé vezető út mellett (Ablánc)
- Bagamér községtől északra található 2,9 km-re.
- Balatonkenese város határához közel, Papkeszi irányában található a szántóföld közepén a Sér-hegyen.[4]
- Balatonszabaditól nyugatra
- Ballószög, Kecskemét Kadafalva felől, 128 m.
- Battonya-Tompapuszta határában
- Bugyi melletti erdős területen, Tarhegy 121 m.
- Csatkától északi irányban (352 méteres magasságban)[5]
- Cserekerttől délnyugatra (Laponyahalom)
- Csongrádtól északnyugatra 8 km-re (Bokros mellett)

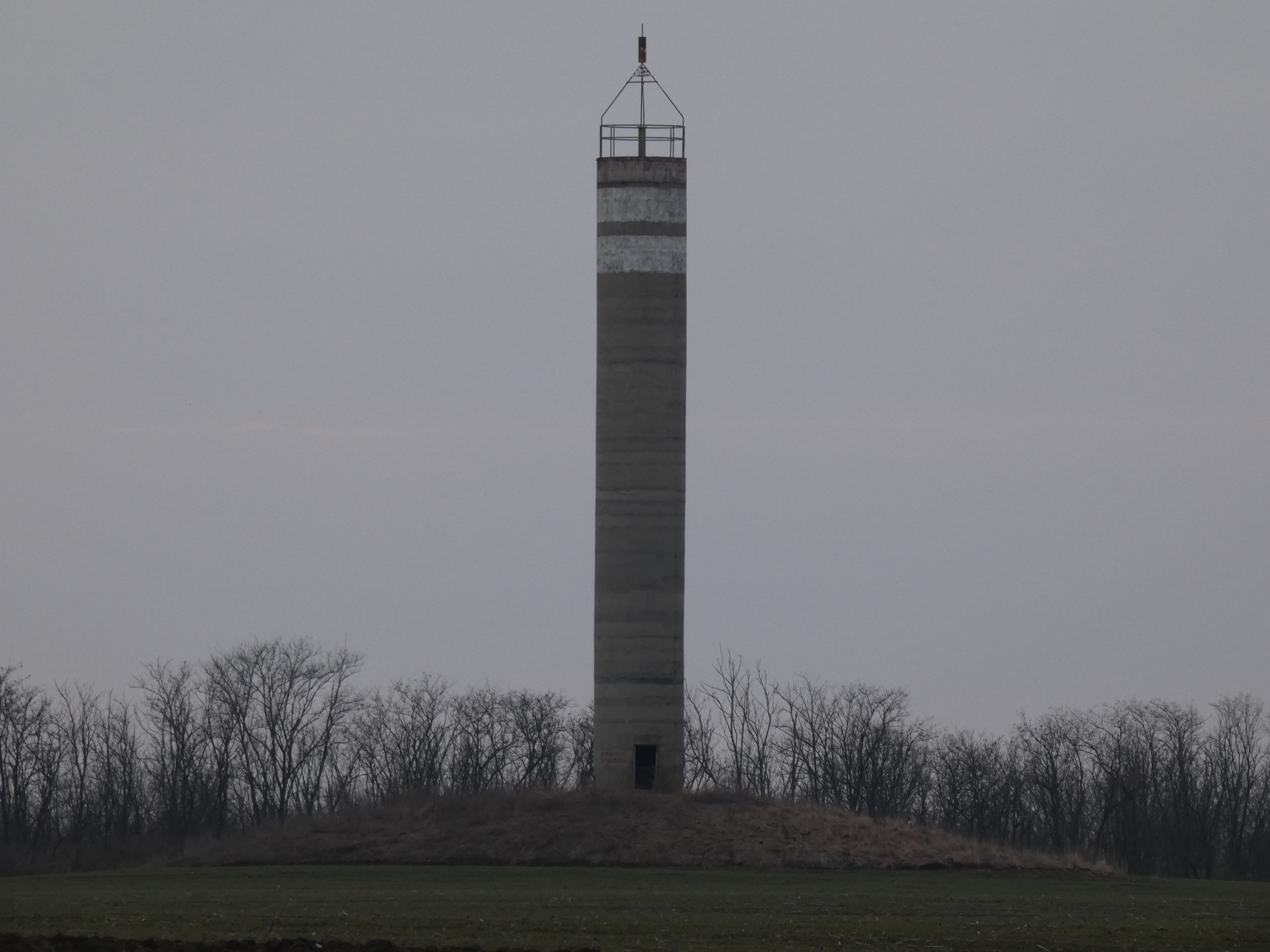
Geodéziai mérőtorony a cserekerti Laponya-halmon

- Csókakőtől északra (Csóka-hegy 479 m)[6][7]
- Csórtól északkeletre
- Diósjenő, Csóványos
- Dióskál, Pogányvár[8]
- Erktől északkeletre
- Felsőörstől keletre a Felső-Hegyen
- Gádoros és Orosháza között, Harasztoson
- Homokmégy-Halom Szállás területén a „halomi högyön”, Kalocsától 5 kilométerre keletre.
- Gerecse - Tardostól indulva a Országos Kéktúrán keresztül érhető el
- Hollókőtől délnyugatra, Nógrádsipek külterületén (Dobogó-tető, 517 méteres magasságban)
- Iszkaszentgyörgyön, az Iszka-hegyen
- Jánossomorjától délkeletre, Hanságligetnél
- Katymár
- Káloztól délnyugatra[9][10]
- Kiskunhalas és Imrehegy között félúton, a Kakas-hegyen[11]
- Kocs, Szőlőhegy
- Kőszárhegytől északnyugatra
- Kötcsétől északkeletre a Csillagó-hegyen[12]
- Lulla mellett Somogy vármegyében
- Marcalitól nyugatra, Somogyzsitfa irányában (GPS-koordinátái: É 46° 34' 55,8732" K 17° 21' 58,7232")
- Mélykúttól délkeletre, Bácsszőlős irányában
- Mándoktól nyugatra, Szabolcs vármegyében
- Milejszegtől északra
- Nagyivántól északnyugatra
- Nyírmadától nyugatra
- Nyírmártonfalva, a Gúthi-erdőben[13]
- Nyúlon, a Lila-hegyen
- Ömböly és Penészlek között
- Öttömös mellett, a Bukor-hegyen[14]
- Pécelen, a Bajtemetésen
- Pusztahencsétől északkeletre szántóföldön
- Penctől délkeletre
- Perkátától délkeletre[15]
- Pétfürdőtől nyugatra, a Péti-hegyen (205 m tengerszint feletti magasság)[16]
- Pusztaottlaka határában, a medgyesbodzási Szőlős-kerteknél
- Ritási-dombtetőn, a Szlovén-Magyar határ szomszédságában, Magyarszombatfától délnyugati irányban
- Rémtől északnyugatra, az Ólom-hegyen
- Sajószöged határában
- Sajóvámos - észak-keletre, erdészeti úton
- Sárbogárdtól délnyugatra
- Seregélyes-Szőlőhegyen
- Somogybükkösd (É 46°295865, K 16°981452)
- Somogydöröcskétől délnyugatra a József-hegyen[17]
- Somogyjád
- Sopron Nádor-magaslat
- Szadán, a Margitán (Gödöllő északnyugati határához közel)
- Szártól nyugatra a Körtvélyesen 481 méteres tengerszint feletti magasságban[6][7]
- Szegvár mellett, a Bástya-halmon
- Szekszárd, Cserhát-hegy (fekete K9)
- Szentlőrinckátán (Szentlőrinckáta, Tóalmás és Jászfelsőszentgyörgy határánál - https://map.fomi.hu/alappont/66-4001)
- Szurdokpüspöki mellett a a Nagy-Hársas-hegyen 1975-ben épült 20 m magas vasbeton geodéziai mérőtorony.
- Tarpától északkeletre
- Tápiószőlős község központjától K-ÉK irányban
- Tenke-hegy, Rédicstől délre, (46.566592,16.503392)
- Téstől délre, az Öreg-Futóné csúcsán 574 méteres tengerszint feletti magasságban[16]
- a Tiszajenőről Vezsenyre vezető út bal oldalán[18]
- Tiszanánától északkeletre
- Váctól északkeletre, a Naszályon, 652 méteres tengerszint feletti magasságban
- Vezseny bevezető szakaszán
- a Zengőn
- Zselickisfaludtól délre a Hindai-bércen[19]